# Mont-calvaire de Sombacour
Le Mont-calvaire de Sombacour est un monument situé à Sombacour (ainsi que sur le domaine communal de Bians-les-Usiers) dans le Doubs.
Les quatorze stations du chemin de croix, l'oratoire de la Vierge, le chemin qui relie l'ensemble ainsi que la terrasse supérieure et la grande croix en bois font l’objet d’une inscription au titre des monuments historiques depuis le 23 août 1989.
Le monument est également labellisé « Patrimoine du XXe siècle » par le ministère de la Culture.

## Description
L'ensemble fut érigé entre 1890 et 1895. Il comporte treize édicules contenant des hauts-reliefs en pierre ainsi qu'un oratoire. Il s'agit d'un parcours dévotionnel qui, depuis le village, monte en serpentant jusqu'au sommet de la colline qui s'élève juste derrière. Son emplacement, très scénographique, est situé à l'entrée du village.
La chapelle XIII porte l'inscription de l'auteur Guillin de Mouthier-Haute-Pierre, 1891 à 1895. Jules Guillin est également l'auteur du monument aux morts situé à la base du parcours. Le Christ gisant, placé à l'intérieur de l'oratoire, est l'œuvre du sculpteur Charles Auffret, 1956.

### Les XIII stations du Mont-Calvaire de Sombacour

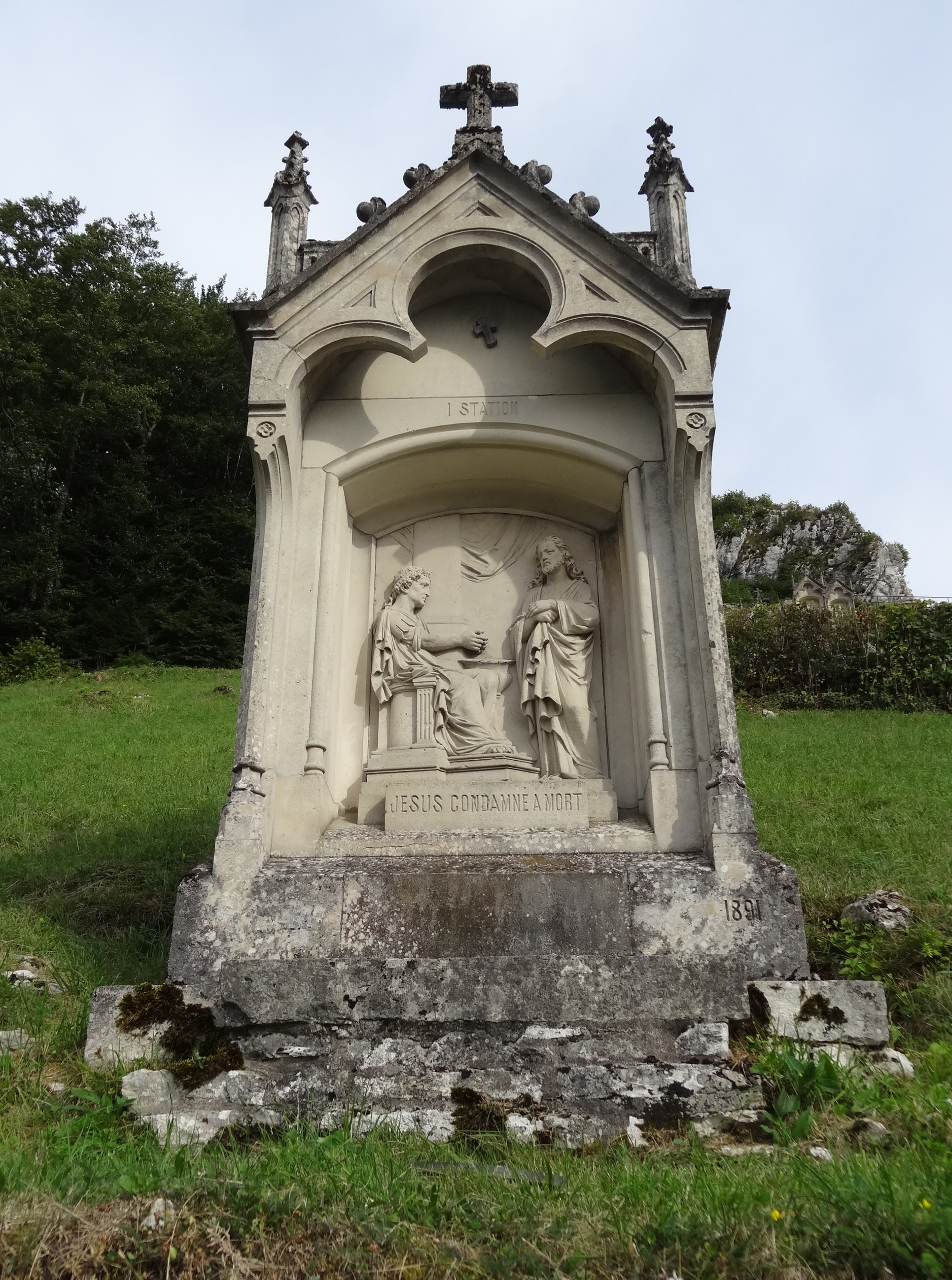
Station I
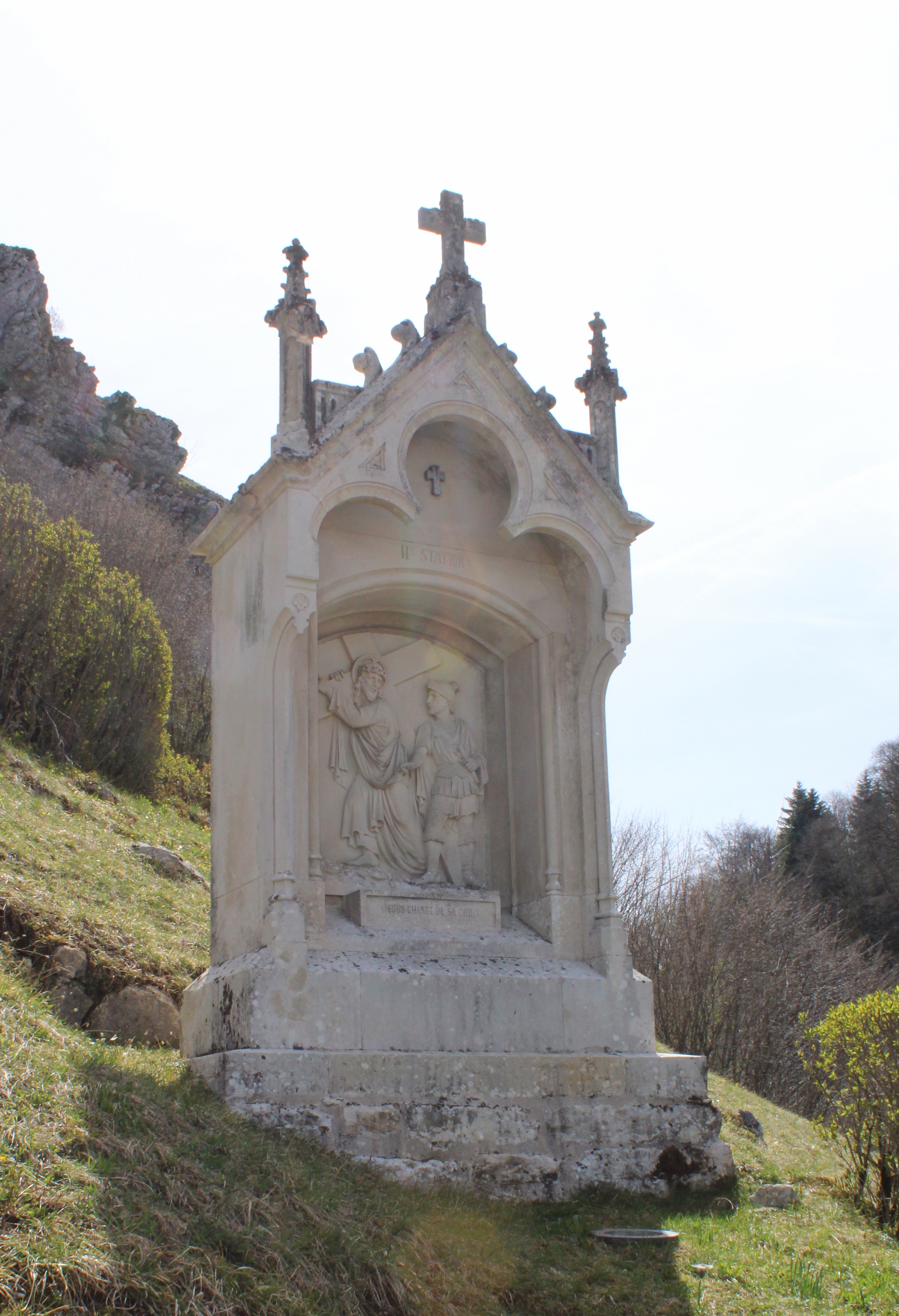
Station II
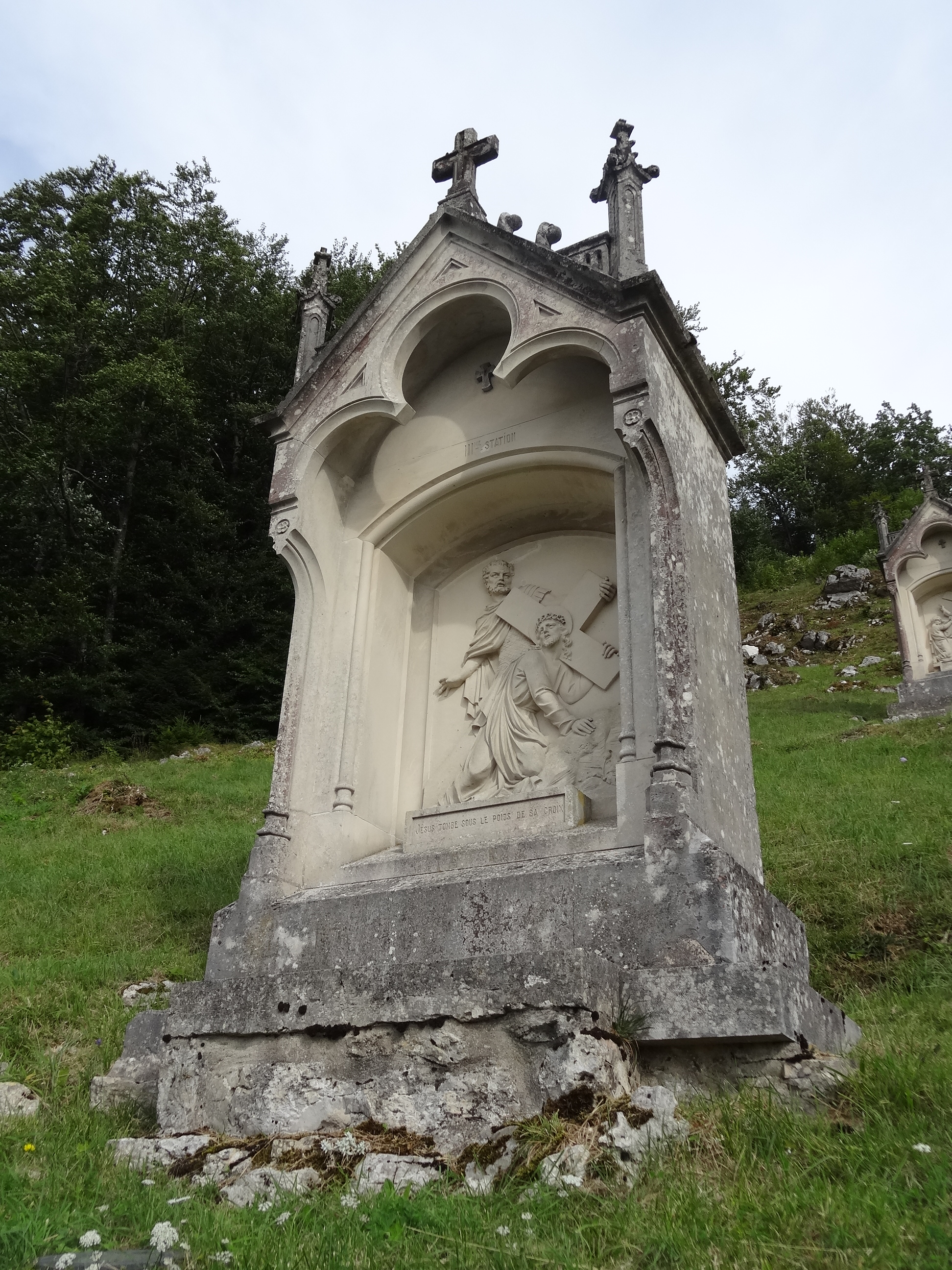
Station III
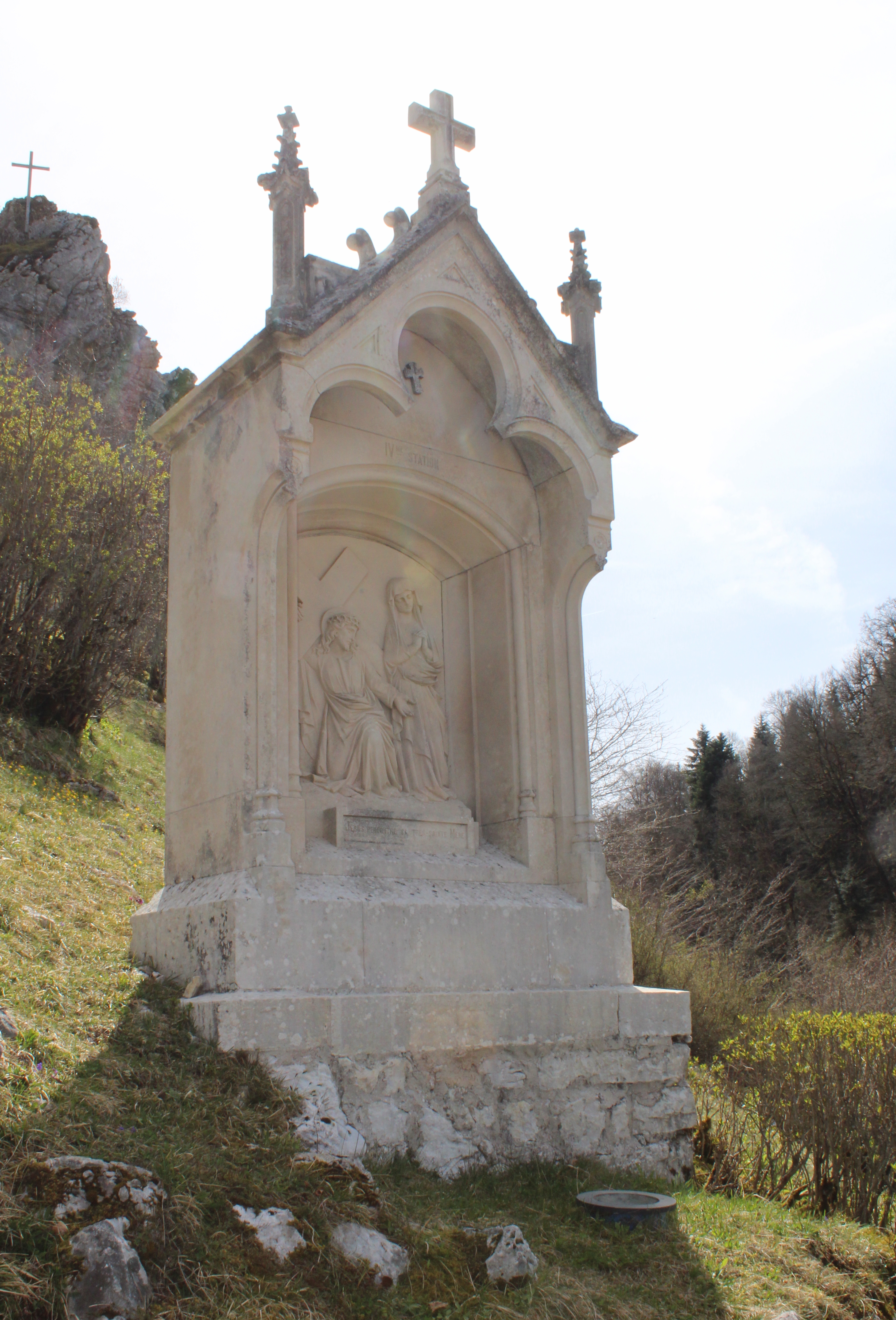
Station IV
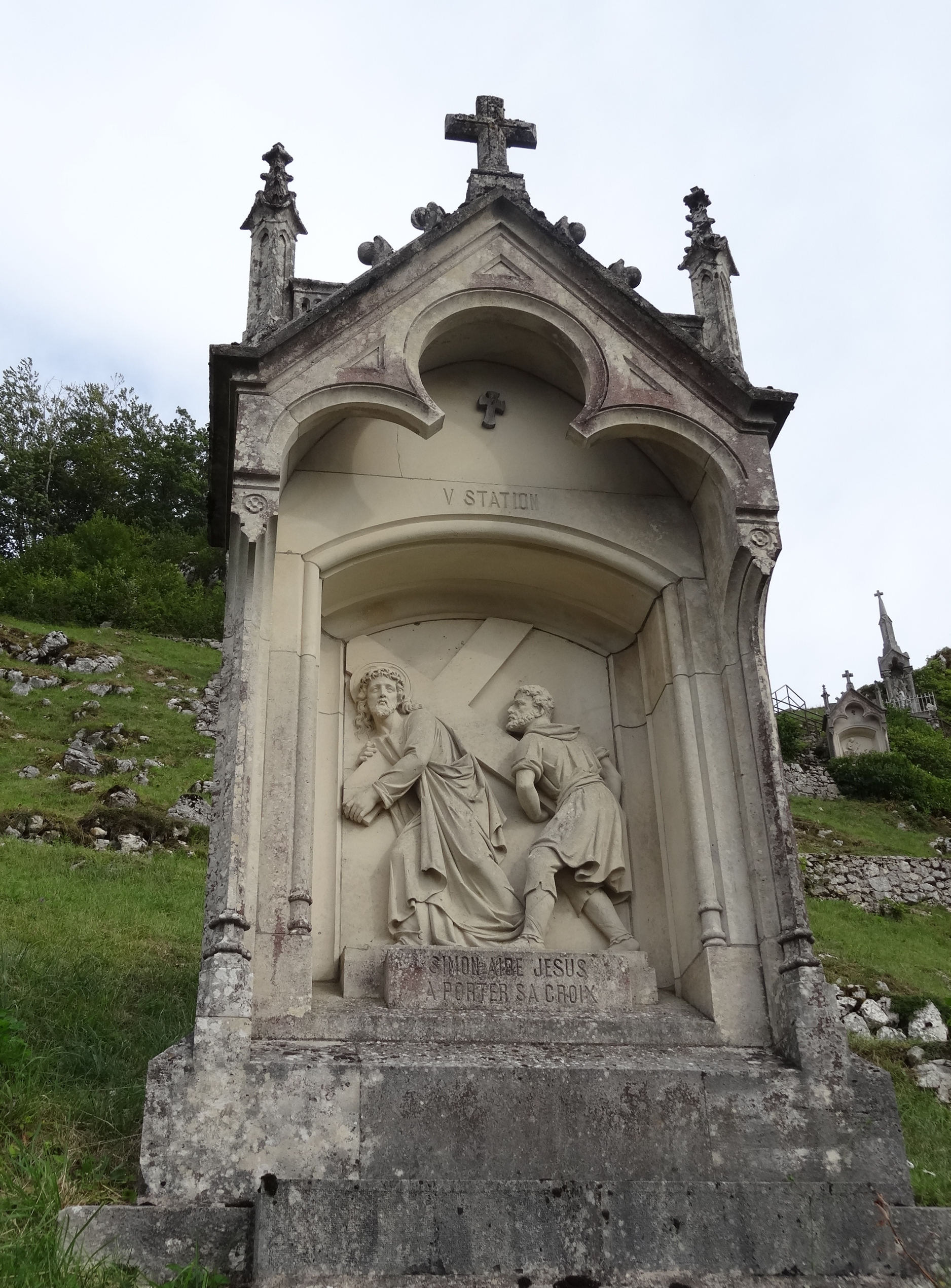
Station V
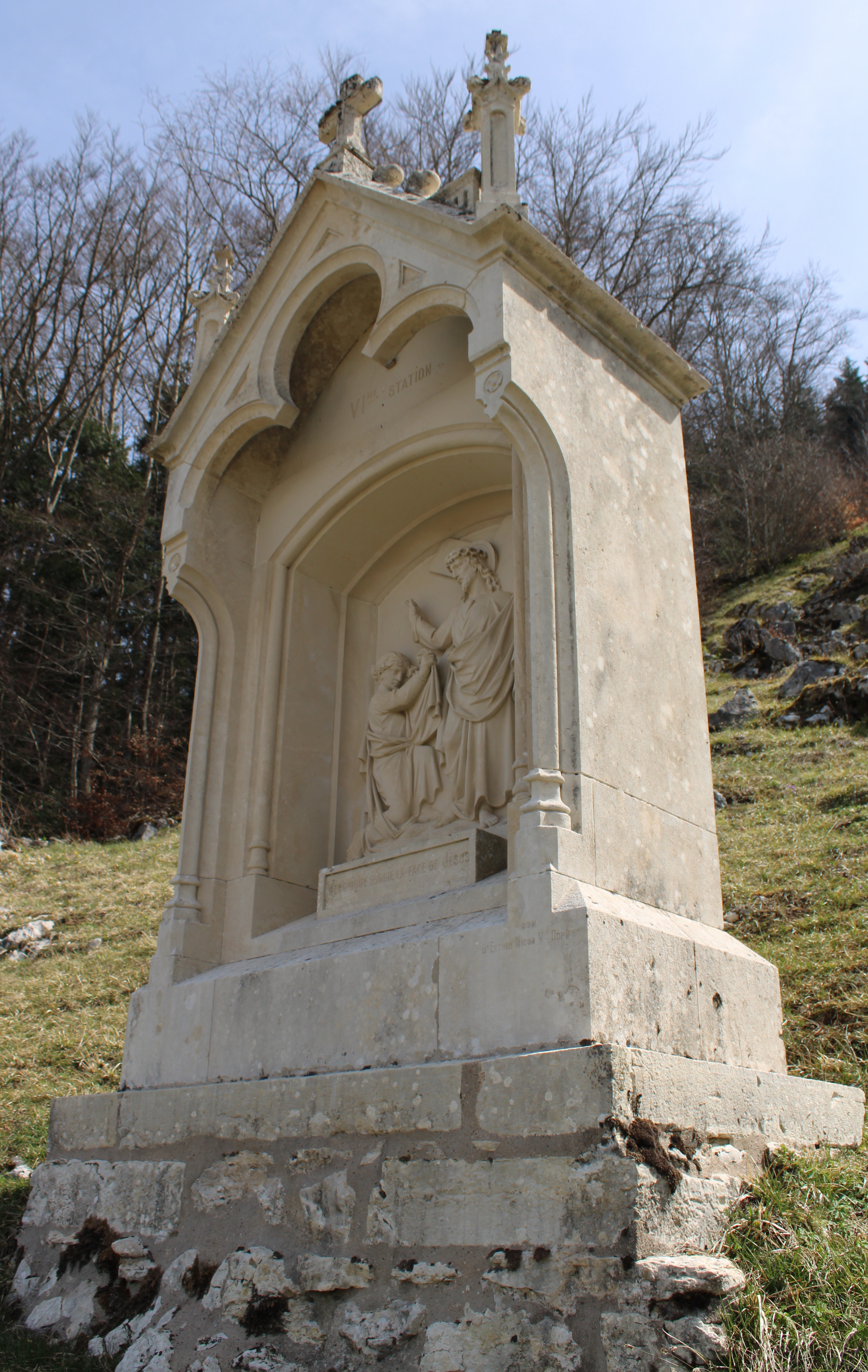
Station VI
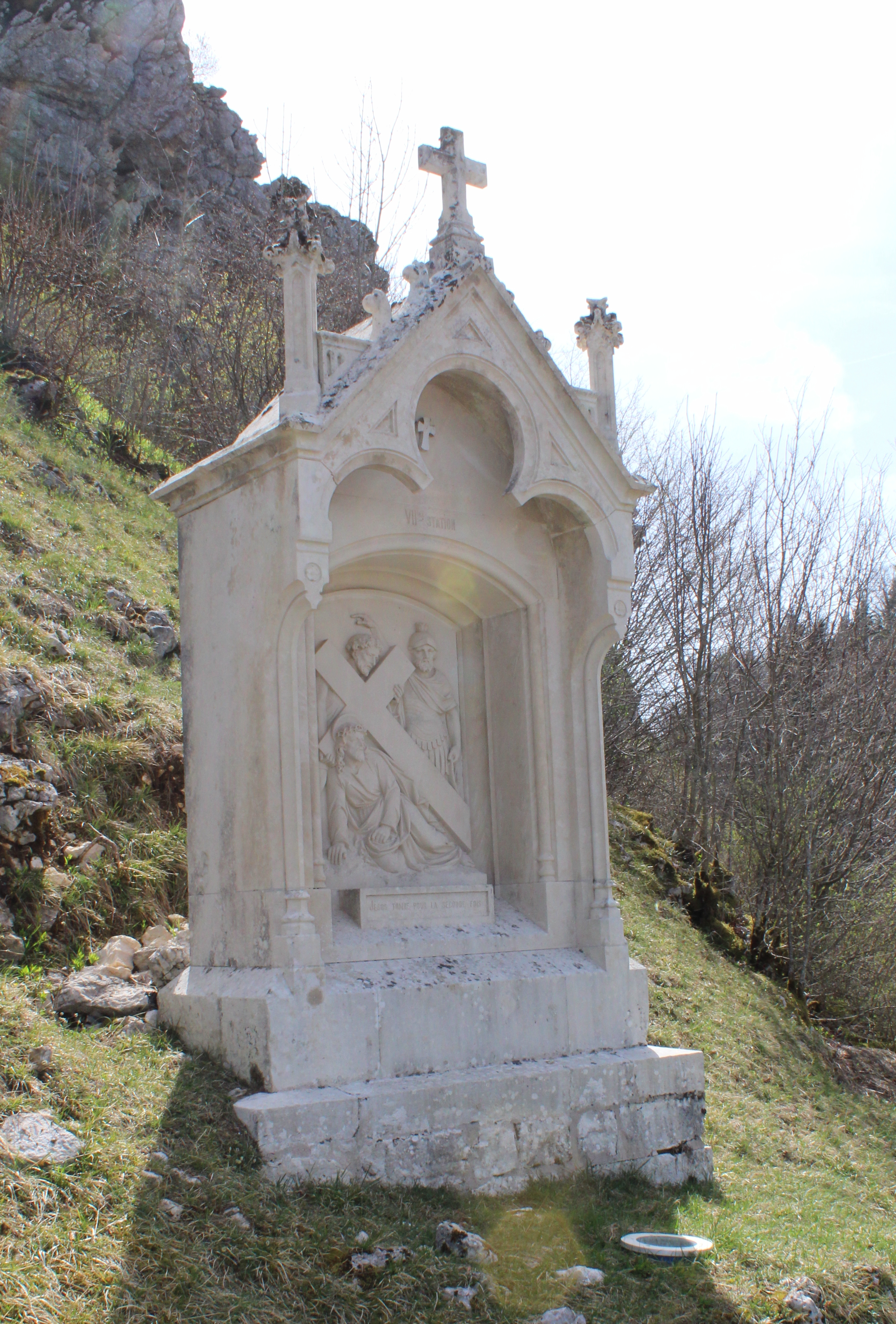
Station VII
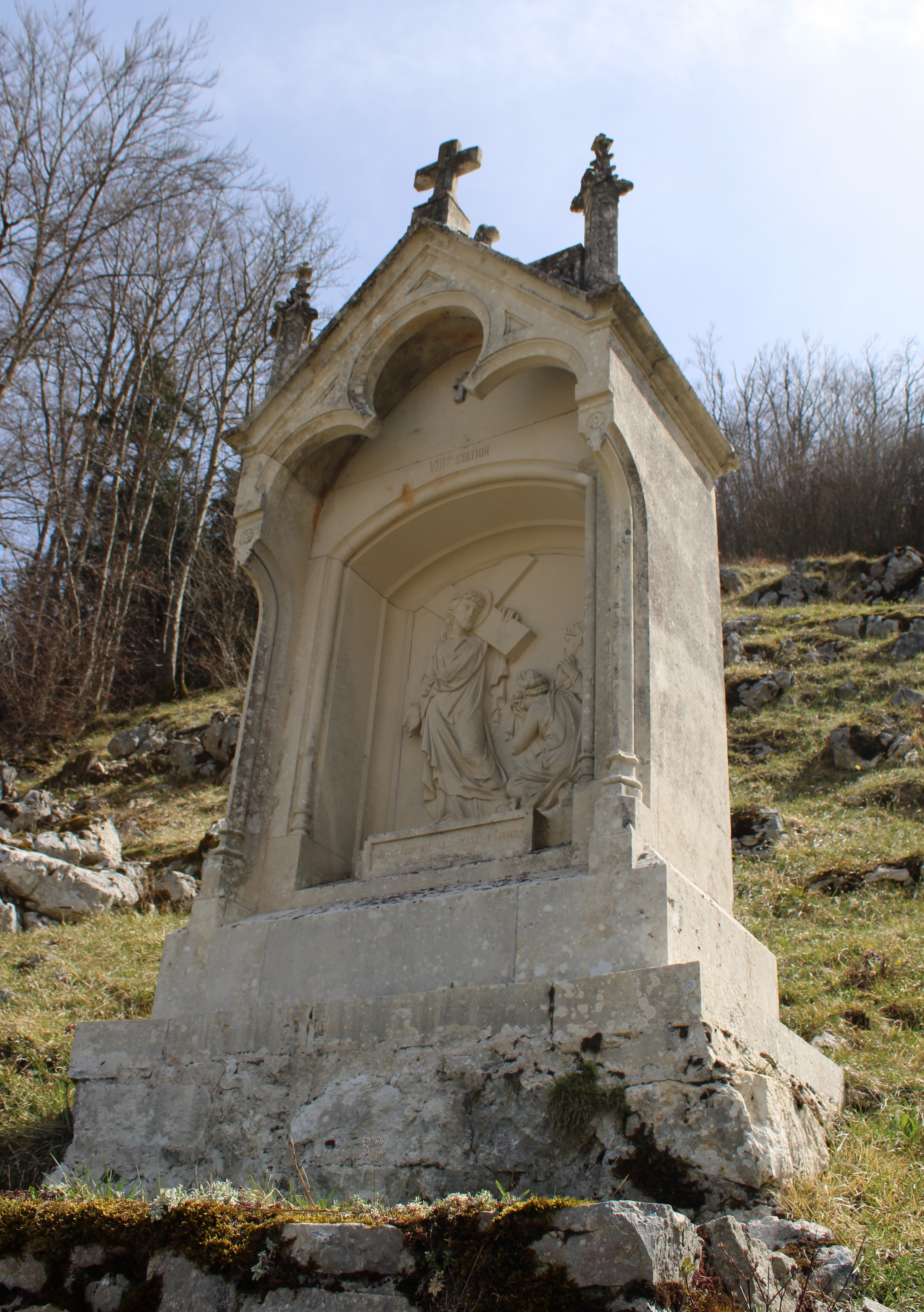
Station VIII
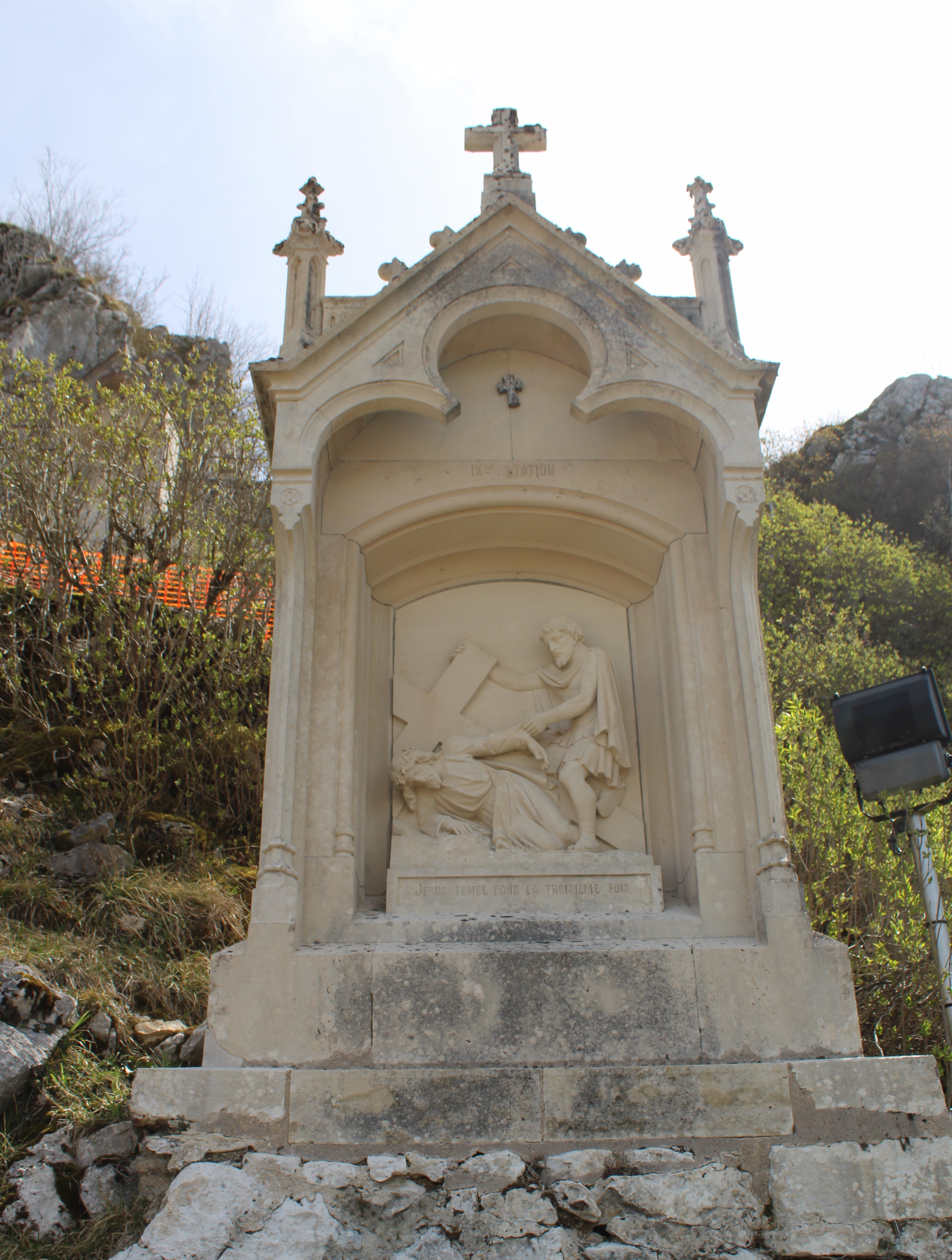
Station IX
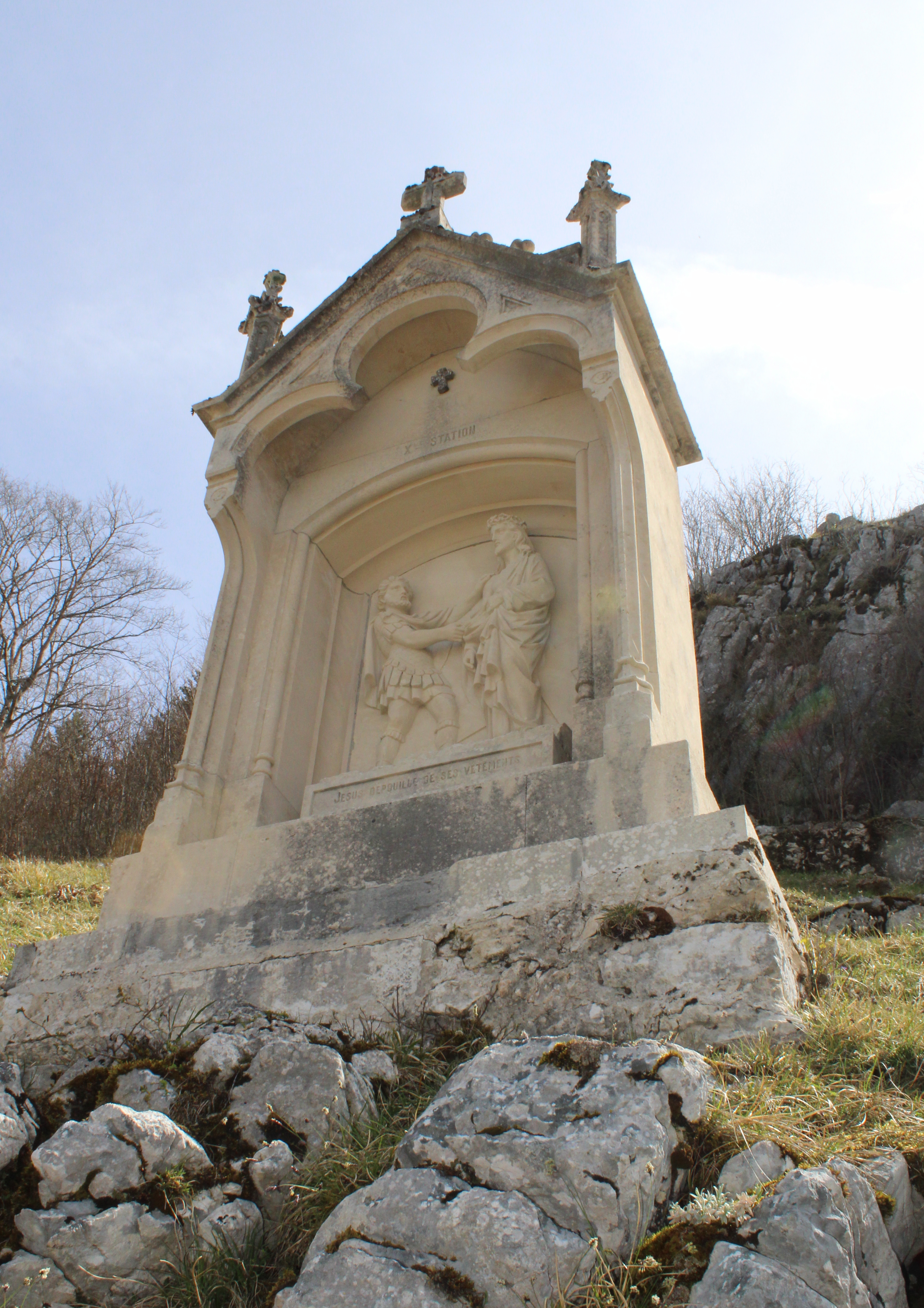
Station X
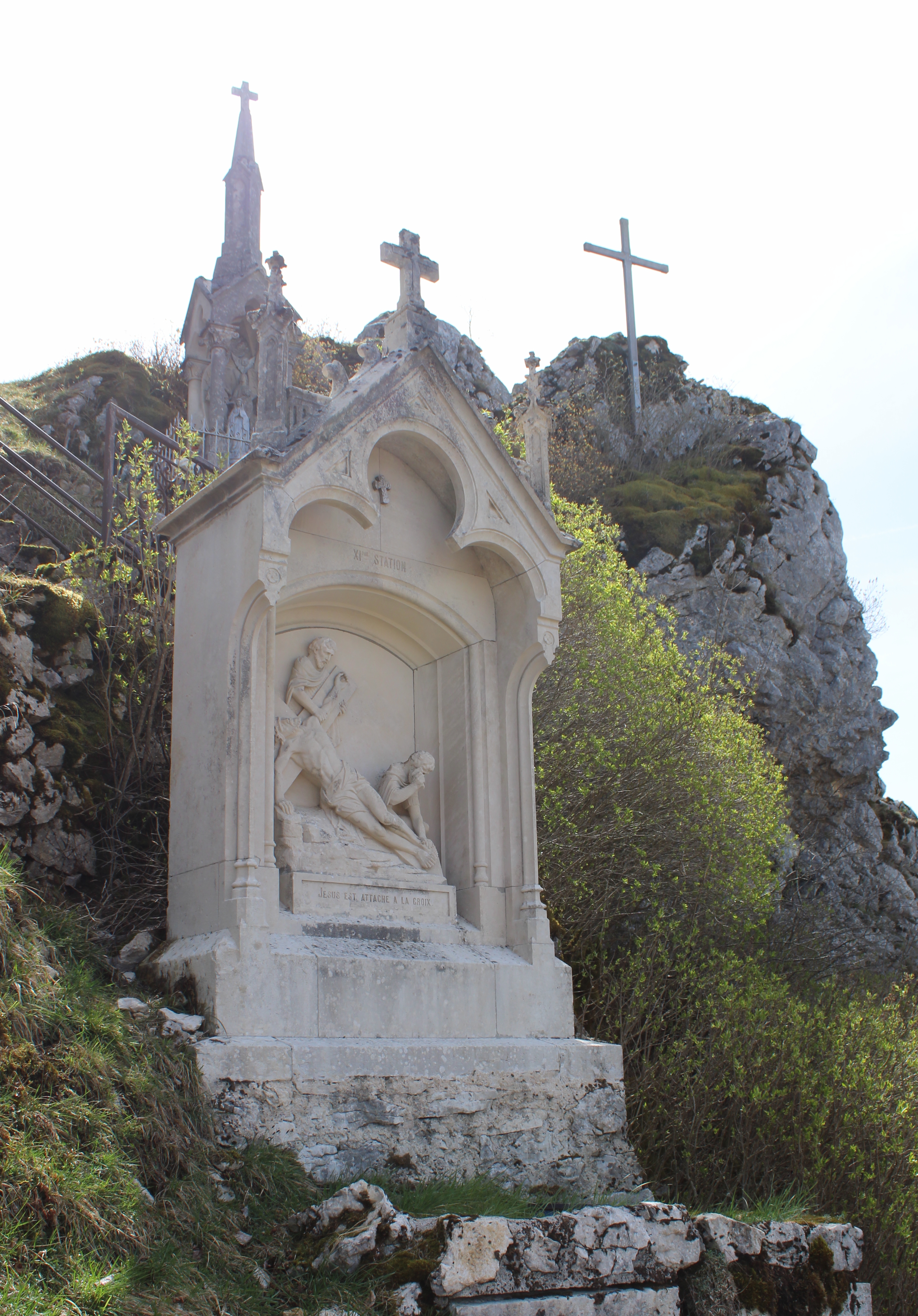
Station XI
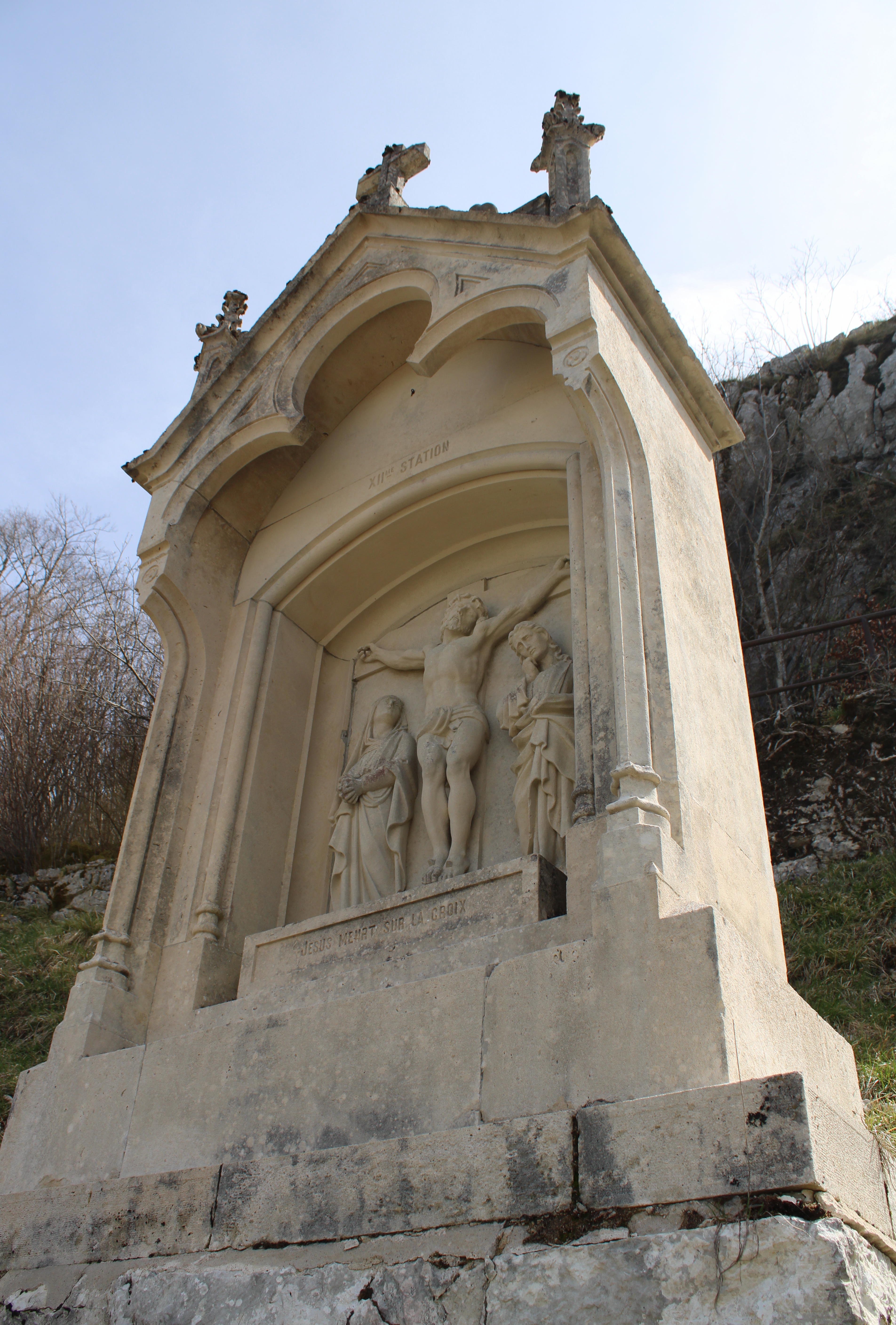
Station XII
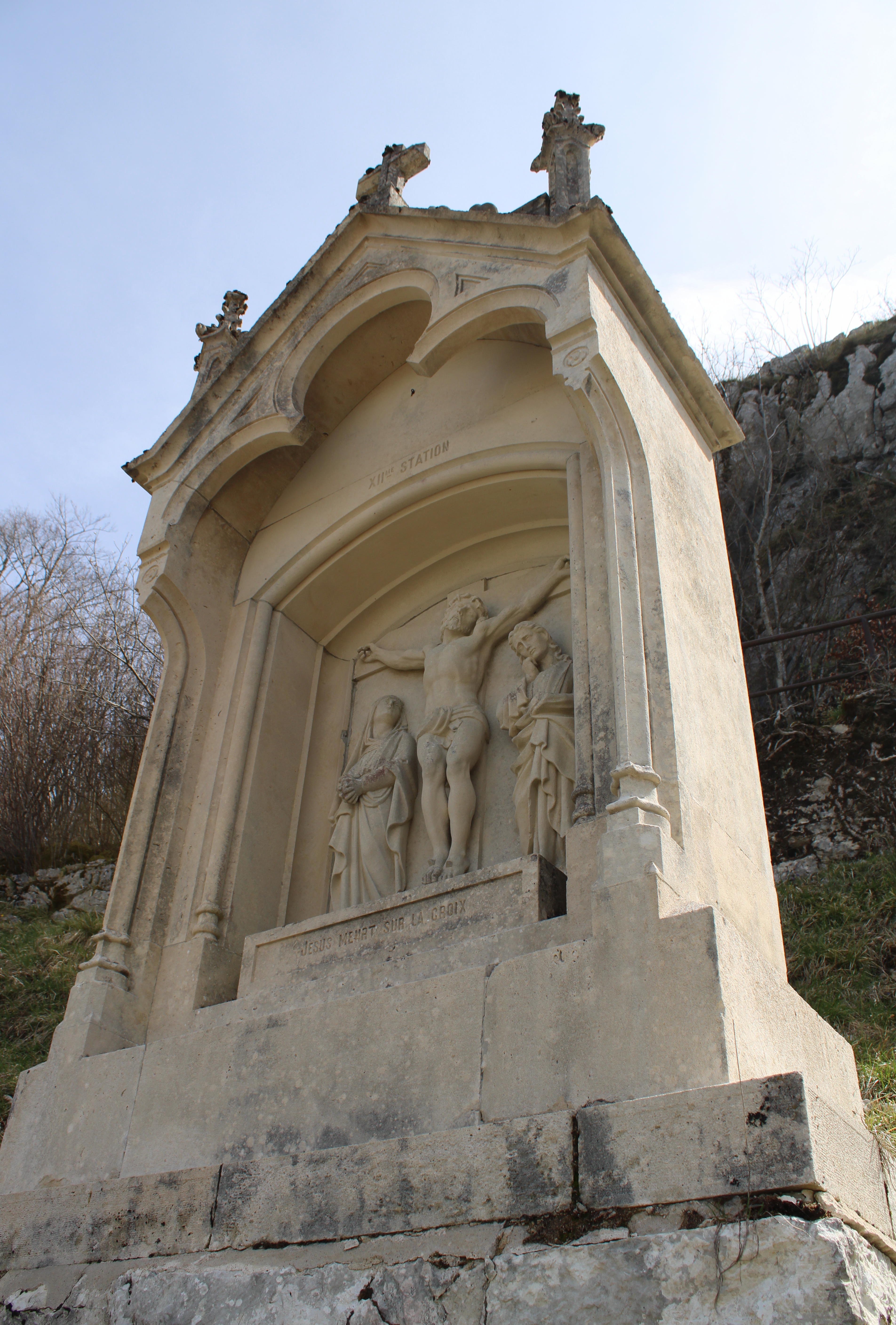
Station XIII